# Okres Morges
Okres Morges (francouzsky District de Morges) je jedním z okresů kantonu Vaud ve Švýcarsku. Jeho sídlem je Morges.

## Poloha
Okres se rozkládá v západní části kantonu. Na západě sousedí s okresem Nyon, na severu a severozápadě s okresem Jura-Nord vaudois, na východě s okresem Gros-de-Vaud a na jihovýchodě s okresem Ouest lausannois.
Prostřednictvím Ženevského jezera sousedí na jihu také s Francií.